# Šiš
Šiš (rusky Шиш) je řeka v Omské oblasti v Rusku. Je 378 km dlouhá. Povodí má rozlohu 5 270 km².

## Průběh toku
Pramení na Vasjuganské rovině. Ústí zprava do Irtyše (povodí Obu) na 1288 říčním kilometru.

## Vodní režim
Zdroj vody je převážně sněhový. Průměrný roční průtok vody ve stanici Atirka, která se nachází 149 km od ústí, činí 15,2 m³/s. Zamrzá na konci října až na začátku listopadu a rozmrzá ve druhé polovině dubna až v první polovině května.
Průměrné měsíční průtoky řeky ve stanici Atirka v letech 1952 až 1999:

## Využití
Řeka je splavná pro vodáky.